# Abu Bakr al-Kalabadhi
Abu Bakr al-Kalabadhi of Kalabadhi (waarschijnlijk geboren in Buchara, eind tiende eeuw als Abu Bakr ibn Abi Ishaq Muhammad ibn Ibrahim ibn Ya'qub al Buchari al-Kalabadhi) schreef de Kitab at-ta'arruf, een van de belangrijkste werken van de Soefi's (Islamistische mystiek) in de eerste driehonderd jaar van de Islam.